# Филлипс, Анастасия
Анастасия Филлипс (англ. Anastasia Phillips) — канадская актриса.

## Жизнь и карьера
Филлипс родилась в Этобико, Торонто, и получила степень бакалавра искусств в Университете Британской Колумбии. Вскоре после этого она начала свою карьеру на театральной сцене, а после на канадском телевидении. Она снялась в канадских драматических сериалах M.V.P. и «Девушки и бомбы», а на американском телевидении дебютировала со второстепенной роли в ремейке шоу «Молокососы» в 2011 году.
В 2013 году Филлипс получила одну из главных ролей в американском сериале Счастливая семёрка, который выйдет на ABC в сезоне 2013—2014 годов.

## Фильмография
- Cradle of Lies (телефильм, 2006)
- Fumi and the Bad Luck Foot (2006)
- Месть Кристи (2007)
- M.V.P. (10 эпизодов, 2008)
- Бессмысленная революция (2008)
- Sold (телефильм, 2008)
- Расследование Мёрдока (1 эпизод, 2010)
- Реальные парни (1 эпизод, 2010)
- I Hate That I Love You (телефильм, 2011)
- Молокососы (4 эпизода, 2011)
- Stoked (36 эпизодов, 2009—2011)
- Девушки и бомбы (17 эпизодов, 2012—2013)
- Счастливая семёрка (2013)
- Страна призраков (2018)